# Сарново-Ґури
Сарново-Ґури (пол. Sarnowo-Góry) — село в Польщі, у гміні Дзежонжня Плонського повіту Мазовецького воєводства.
Населення — 84 особи (2011).
У 1975-1998 роках село належало до Цехановського воєводства.

## Демографія
Демографічна структура станом на 31 березня 2011 року:
|          | Загалом | Допрацездатний вік | Працездатний вік | Постпрацездатний вік |
| -------- | ------- | ------------------ | ---------------- | -------------------- |
| Чоловіки | 42      | 10                 | 29               | 3                    |
| Жінки    | 42      | 13                 | 21               | 8                    |
| Разом    | 84      | 23                 | 50               | 11                   |